# Histoire du Racing Club de Strasbourg

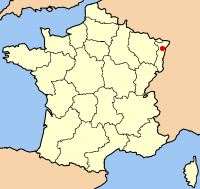
Localisation de Strasbourg

L'histoire du Racing Club de Strasbourg commence en 1906 lorsque des jeunes strasbourgeois créent une équipe de football. Cette équipe tout d'abord nommée FC Neudorf, du nom d'un quartier de la ville, prend le nom de Racing Club de Strasbourg (RCS) en 1919.
Après trois années de matchs amicaux, le club dispute ses premiers matchs officiels en 1909 dans le championnat d'Allemagne du Sud, Strasbourg faisant alors partie de l'Empire allemand. À la fin de la Première Guerre mondiale, le Racing Club de Strasbourg rejoint les compétitions françaises et plus particulièrement le championnat d'Alsace de Division d'honneur et la Coupe de France. En 1933, le RCS opte pour le statut professionnel et quitte le championnat local pour la deuxième puis la première division professionnelle française. Pendant la Seconde Guerre mondiale le club reprend le statut amateur au sein du championnat de Dordogne puis au sein de la Gauliga Elsass après l'annexion de l'Alsace au Troisième Reich en 1940. À la Libération en 1945, le RC Strasbourg retrouve le championnat de France professionnel, qu'il quitte en 2011 à la suite d'une rétrogradation en CFA 2 (D5) pour raisons financières qui avait été précédée l'année auparavant d'une relégation en National (D3). Le club évolue lors de la saison 2016-2017 en Ligue 2.

## Débuts du club (1906-1933)

### Fondation du club (1906-1909)

L'Alsace-Lorraine au sein de l'Empire allemand

Les origines du Racing Club de Strasbourg remontent à 1906 au moment où le football venu d'Angleterre prend son essor à Strasbourg, à l'époque capitale de l'Alsace-Lorraine au sein de l'Empire allemand. Après la création en 1892 du Straßburger Fussball Club, renommé depuis Association Sportive de Strasbourg, le début du XXe siècle voit apparaître de nouveaux clubs dans Strasbourg. C'est à cette période que les jeunes de l'école de la rue d'Erstein, dans le quartier populaire de Neudorf au Sud de la ville, forment une équipe.
Parmi ces jeunes gens, une dizaine (Charles Adrion, Charles Belling, Willy Dahl, Gustave Kopf, Othon Kunth, Alfred Lams, Joseph Saenger, Théo Schmalbach, Edmond Schlotter et Charles Tubach,) sont décidés à créer leur propre équipe. Ils font tout d'abord l'acquisition d'un ballon de cuir grâce à quelques économies et au soutien financier de leur instituteur M. Rohmer. Après l'achat d'un ballon, le groupe décide à l’automne 1906 de baptiser son association le 1. Fußball Club Neudorf, abrégé en FC Neudorf. L'instituteur qui permit l'achat du ballon devient premier membre d’honneur du club pour « services exceptionnels rendus ». Les débuts du club sont difficiles car les problèmes d’argent surviennent dès les premiers mois. L'équipe ne dispose d'aucun terrain et les cotisations des quelques membres et les quelques bals organisés ne permettent pas de réunir assez d'argent pour réparer le seul ballon du club. 
Le premier match amical du est organisé contre le FC Germania, club voisin du quartier de Schluthfeld qui possède son propre terrain de football. À l'occasion de cette rencontre les jeunes de Neudorf, habitués à la rue d’Erstein et à des petits buts, jouent pour la première fois sur un terrain de taille réglementaire avec des buts de 7,32 mètres de largeur. Le FC Germania domine outrageusement les débats et le premier match se solde par une cuisante défaite, le FC Neudorf abandonnant à la mi-temps sur le score de 7 buts à 0 sans jamais avoir réussi à passer la ligne médiane. Leur deuxième match, quinze jours plus tard contre la même équipe, se termine par une défaite plus honorable sur le score cette fois de 2-0.

### Premières compétitions officielles (1909-1918)
Baptisé FC Neudorf à sa fondation, le club est rebaptisé un temps FC Cäsar Neudorf. Sans argent et avec une équipe inexpérimentée, les jeunes strasbourgeois décident alors de faire appel aux adultes pour tenter de structurer le club. Au début de l’année 1909, Zuhlke est ainsi nommé premier président du club au cours d'une assemblée générale organisée au restaurant de l’Aigle d’Or. L'encadrement du club est complété par un vice-président, un secrétaire, un caissier et un directeur technique. Équipe scolaire, le FC Neudorf se transforme en club libre en 1909 sous l'impulsion du nouveau président Zuhlke.
Après la structuration du club, les résultats ne sont toujours pas au rendez-vous. Au cours de l'été 1909, la gestion du président Zuhlke est de plus en plus critiquée et la FC Neudorf subit une nouvelle lourde défaite par 10-0 face au FC Sélestat dont l'équipe est renforcée par neuf joueurs anglais. Le club frôle la scission le 20 août lors d’une assemblée générale agitée au restaurant l’Alcazar, lieu où se retrouvent habituellement les membres du club. Le président critiqué est renvoyé par les membres fondateurs du FC Neudorf et par les joueurs qui nomment R. Berger comme nouveau président le 5 septembre 1909,. Malade, il doit laisser peu après son fauteuil à Louis Becker. Charles Belling, un membre fondateur, est élu secrétaire. 
Après trois années de matchs amicaux, le FC Neudorf obtient en 1909 son affiliation à la ligue de football d'Allemagne du Sud, dénommée Verband Süddeutscher Fußball-Vereine (VSFV). Il est admis pour la saison 1909-1910 dans le championnat d'Allemagne du Sud de Division C, soit la troisième division et le plus bas niveau dans la hiérarchie des championnats de la ligue VSFV. 
L'équipe strasbourgeoise obtient rapidement de bons résultats. La plus large victoire en Division C est acquise en 1911 face à Erstein qui est battu 28-0 avec notamment 18 buts de l'attaquant F. Schmalbach. À cette occasion le FC Neudorf manque d'égaler le record d'Allemagne du plus grand nombre de buts marqués en un match, détenu à l'époque par le Karlsruher SV vainqueur de Sarrelouis sur le score de 29-0. Le club accède à la deuxième division après un titre de champion de troisième division de la VSFV en 1912,.
En Division B Neudorf rencontre des adversaires comme le FC Cronenbourg, le FV Haguenau, le FC Strasbourg, le FC Bischwiller et le SC Sélestat. En 1914, l'équipe du FC Neudorf s'installe sur le terrain du jardin Haemmerlé, lieu du futur stade de la Meinau. Quelques semaines plus tard, le club franchit un nouveau palier en accédant à la première division de la ligue, la Division A, à l'issue de la saison 1913-1914. La Première Guerre mondiale interrompt la progression du club et retarde les projets d'aménagement du terrain. Alors que la plupart des joueurs sont mobilisés sur le front, l'activité sportive se poursuit tant bien que mal.

### Le Racing amateur (1919-1933)
| \| FC Bischwiller (3) AS Strasbourg (1) RC Strasbourg (3) FC Sélestat (2) FC Mulhouse (6) \| Principaux clubs du championnat d'Alsace entre 1919 et 1933 (nombre de titres) |
| FC Bischwiller (3) AS Strasbourg (1) RC Strasbourg (3) FC Sélestat (2) FC Mulhouse (6)                                                                                      |

C'est en décembre 1918 que les membres du FC Neudorf - pour la plupart anciens mobilisés - se réunissent pour reprendre contact. Décidés à poursuivre l'aventure, ils élisent à nouveau en janvier 1919 un comité du club, élection durant laquelle seuls les porteurs d'un passeport A ou B, non Allemands, peuvent postuler. Après la guerre, la francisation de la région est suivie par le club qui est renommé en 1919 en RC Strasbourg-Neudorf puis peu après en Racing Club de Strasbourg, en référence au « plus prestigieux club français, le Racing Club de France. » L'architecte de ces modifications est Charles Belling, élu nouvellement président, secrétaire général depuis 1909 et membre du club depuis 1906.
Le club prend part au championnat d'Alsace de Division d'honneur dès la création de cette compétition lors de la saison 1919-1920. Le Racing enlève trois titres de champion d'Alsace en 1923, 1924 et 1927, sans jamais connaître de relégation. En 1927 les Strasbourgeois participent au deuxième niveau, appelé Division d'honneur, du Championnat de France amateur, une nouvelle compétition regroupant les champions des ligues régionales. Cette Division d'honneur est remportée par le champion de Bourgogne-Franche-Comté l'AS Valentigney,.
Le Racing participe pour la première fois à la Coupe de France en 1920-1921. Les premiers résultats du club dans cette compétition sont moyens puisqu'il n'atteint que trois fois les huitièmes de finale jusqu'à la saison 1932-1933. Il se distingue néanmoins dans l'édition 1925-1926 en réalisant l'exploit d'éliminer au stade des trente-deuxièmes de finale le Red Star, un des meilleurs clubs français de l'époque qui est dans les années 1920 plusieurs fois champion de Paris et vainqueur de la Coupe de France.
En 1921 est également construite une première tribune en bois autour du terrain du jardin Haemmerlé. C'est à cette époque que le jardin prend le nom de stade de la Meinau.
Enfin c'est en mai 1930 que l'industriel strasbourgeois Émile Mathis, fondateur de la marque automobile française Mathis, accepte la présidence d'honneur du club. Fort de ces nouveaux moyens, le Racing Club de Strasbourg peut passer à l'étape suivante de son évolution : le professionnalisme.

## Professionnalisation du club (1933-1945)

### Les premières heures du professionnalisme (1933-1939)

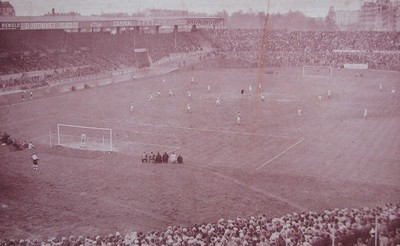
Quart de finale de la Coupe de France 1937 : RCS - Red Star 3-1

À l'image d'un grand nombre de clubs de la moitié nord de la France, le RC Strasbourg refuse le professionnalisme en 1932. Une fusion entre le Racing et le Red Star de Strasbourg est même évoquée un temps afin de constituer un grand club professionnel dans la capitale alsacienne. Un an plus tard, au cours d'une assemblée générale extraordinaire le 10 juin 1933 au Restaurant de la Bourse, le club se prononce en faveur du passage au professionnalisme par 126 voix pour, 2 contre et 2 abstentions. La première saison de Division 1 vient de s'achever sur le sacre de l'Olympique lillois. Les six clubs relégués de ce premier championnat ainsi que les nouveaux venus du professionnalisme tels que le Racing participent au premier championnat de Division 2 en 1933-1934. Le Racing accroche la quatrième place de la poule Nord, ce qui l'autorise à disputer les barrages de promotion. Après deux succès contre le FC Mulhouse (0-0 et 3-1) et contre l'AS Saint-Étienne (2-0 et 4-4), le RCS remporte les barrages et est promu en première division.
Pour cette première saison au sein de l'élite en 1934-1935, le Racing fait mieux que résister. Champion d'automne, il perd sa chance de remporter le titre national lors de la réception de son concurrent direct, le FC Sochaux, lors de la 25e journée. Battu 1-0 au stade de la Meinau devant 25 000 spectateurs, il ne parvient pas à refaire son retard sur son concurrent et finit deuxième à seulement un point du titre. Les saisons suivantes sont tout aussi honorables, le Racing finissant successivement 3e, 6e, 5e et 10e d'un championnat à seize clubs.

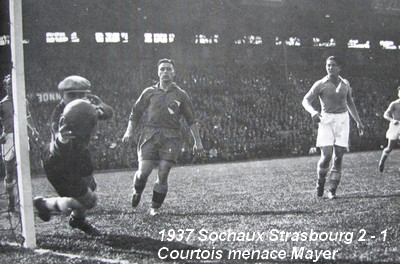
Finale de la Coupe de France 1937 : FC Sochaux - RCS 2-1

Le club atteint également pour la première fois la finale de la Coupe de France en 1937. Après avoir éliminé le FC Nancy, l'OGC Nice, l'Excelsior de Roubaix, les Strasbourgeois battent le Red Star 3-1 à Paris. En demi-finale, ils rencontrent le FC Rouen à Lille. Une victoire 3-1 sur un triplé d'Oskar Rohr leur permet d'aller défier le FC Sochaux en finale au Stade olympique Yves-du-Manoir de Colombes le 9 mai 1937. Les Sochaliens sont favoris, leur équipe comportant plusieurs vedettes dont les internationaux français Roger Courtois, hongrois János Szabó et suisse André Abegglen. Le RC Strasbourg ouvre le score 1-0 à la 32e minute par l'intermédiaire d'Oskar Rohr qui, à l’entrée de la surface de réparation, reprend d'une « reprise en retourné » un corner tiré de la droite par Fritz Keller. Sochaux égalise à 1-1 avant la mi-temps sur une reprise de volée de l'international argentin et français Michel Lauri. Le Racing encaisse un second but à deux minutes de la fin du match et c'est finalement le FC Sochaux qui s'impose « avec difficulté ».

### Les affres de la guerre (1939-1945)

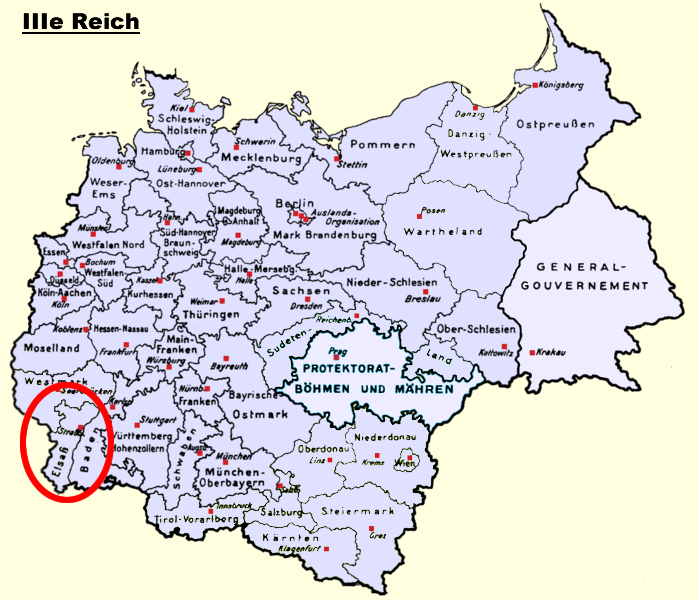
Durant l'annexion au Troisième Reich, le RCS participe à la Gauliga Elsass.

Au début de la Seconde Guerre mondiale en septembre 1939, les habitants de la ville de Strasbourg sont évacués dans le Sud de la France. Des joueurs du Racing qui se retrouvent à Périgueux décident d'y reformer leur club avec le statut amateur. L'équipe ainsi formée atteint les huitièmes de finale de la Coupe de France après avoir éliminé les Girondins de Bordeaux. L'espace d'une saison le Racing joue aussi dans le championnat de Dordogne, s'adjugeant même le titre. En 1940, l'Alsace est annexée au Troisième Reich et le club évolue dans le championnat allemand.
Quatre saisons durant le Racing joue dans le championnat régional, la Gauliga Elsass, sous le nom germanisé de Rasensportclub Straßburg (« Club des sports sur pelouse »). Ce championnat est amateur, le professionnalisme étant alors interdit en Allemagne. Durant ces années de nombreux joueurs de l'équipe sont mobilisés et les derbys contre le vieux rival du Red Star Strasbourg prennent un enjeu tout particulier. Le Red Star, renommé Sportgemeinschaft der SS (SG SS), passe sous le contrôle de la Schutzstaffel (SS) et porte sur son maillot la tête de mort et le sigle des SS. Ces derbys ont alors des allures de combat patriotique, les joueurs du RCS portant même maillot bleu, short blanc et chaussettes rouges lors d'une victoire 3 buts à rien devant 15 000 spectateurs enthousiastes.
En 1940-1941, le RSC Straßburg remporte le groupe 1 de Gauliga Elsass mais perd en finale contre le FC Mulhouse, renommé FC Mülhausen 93,. Les saisons suivantes, le championnat consiste en un groupe unique de douze puis dix équipes. Le club obtient des places d'honneur en championnat avec une deuxième place en 1942 et en 1943 puis une sixième place en 1944. Les combats pour la libération de l'Alsace entraînent l'annulation de l'édition 1944-1945. Le Racing participe aussi à la Coupe d'Allemagne 1942, appelée Tschammer-Pokal, mais se fait éliminer dès le premier tour par le FC Mulhouse.

## Premiers titres et compétitions européennes (1945-1970)

### Première Coupe de France (1945-1961)
| \| \| \| \|                      |         |         |
| Maillot de 1947-1948 à 1954-1955 |         |         |
| Maillot                          | Maillot | Maillot |

En 1945, le club reprend son nom de Racing Club de Strasbourg et participe à nouveau au championnat de France professionnel. Bien que meurtri par le conflit, le club se classe douzième pour son retour au sein de l'élite puis troisième en 1946-1947. Cette même année, le RCS atteint même la finale de la Coupe de France pour la deuxième fois. Les Strasbourgeois échouent contre le tenant du titre, le Lille OSC, sur le score de 2-0. L'attaquant lillois Roger Vandooren « tue le match » en marquant dès la 29e seconde du match avant que les Nordistes ne doublent le score en seconde mi-temps. 
Le Racing échappe à la relégation en 1949 à la suite de l'abandon de la section professionnelle du SR Colmar, qui venait de perdre son président mécène. Le RCS verse les salaires des joueurs du SR Colmar pour le mois de juin 1949 et la Ligue d'Alsace de football donne son accord pour une fusion RCS-Colmar. La fusion ne se fait cependant pas et Colmar est rétrogradé.
| Finale de la Coupe de France 1950-1951 |
| --- |
| RC Strasbourg–US Valenciennes-Anzin 3-0,. Date : dimanche 6 mai 1951. Lieu : stade olympique Yves-du-Manoir, Colombes, 61 492 spectateurs. Buts : Bihel 24e (1-0), Krug 34e (2-0), Nagy 87e (3-0). RC Strasbourg : Schaeffer - Hauss, Vavriniac (cap.), Démaret - Krug, Vanags - Nagy, Jacques - Battistella, Bihel, Haan. Entraîneur : Nicolas. US Valenciennes-Anzin : Witkowski (cap.) - Pazur, Blaczyk, Gaillard - Izidorzyk, Wassmer - Verdeal, Leturgeon - Vrand, Rozé, Goffart. Entraîneur : Pérus. Arbitre : Oliva. |

Quatre ans après sa dernière finale perdue, le Racing décroche son premier titre national en venant à bout de l'US Valenciennes-Anzin en finale de la Coupe de France 1951 sur le score de 3-0. Le jeu du RC Strasbourg est organisé par le vétéran de 35 ans René Bihel qui ouvre d'ailleurs le score pour son équipe. La victoire est qualifiée de « logique ». À leur retour en Alsace, les joueurs sont fêtés par une foule en liesse de 50 000 à 100 000 personnes selon les sources.
Après cette victoire, le club n'arrive pas à se stabiliser. Il descend trois fois en Division 2 en 1952, 1957 et 1960. À chaque fois, le RC Strasbourg réussit à remonter immédiatement en première division. Le RCS réalise entre-temps une brillante saison 1954-1955 en D1 grâce notamment au prodige autrichien Ernst Stojaspal, luttant longtemps pour le titre de champion de France et finissant à la quatrième place. Cette même saison, le Racing avance jusqu'en demi-finale de la Coupe de France et ne s'incline que contre le futur vainqueur, le Lille OSC. Le 22 avril 1959, le club inaugure l'éclairage nocturne du stade de la Meinau à l'occasion d'un match amical face au FC Kaiserslautern.

### Premières joutes européennes (1961-1970)
À la suite d'une nouvelle relégation en 1960, le club profite de son retour au sein de l'élite en 1961 pour redevenir compétitif pour la décennie suivante. Lors de la saison 1961-1962, la municipalité accorde au club une subvention de 70 millions d'anciens francs. Le RC Strasbourg participe à sa première compétition européenne à l'occasion de la Coupe des villes de foires 1961-1962, où il s'incline au premier tour contre le MTK Hungária. En Division 1 le club se bat à nouveau pour le titre de champion lors de la saison 1964-1965, soit dix ans après sa quatrième place de 1955. À quatre journées de la fin du championnat, le club est deuxième à un point du FC Nantes et reçoit le leader pour un match décisif. Le FC Nantes obtient le match nul en égalisant à trois minutes de la fin et le Racing s'écroule par la suite pour finir cinquième. Le RCS atteint aussi les quarts de finale de la Coupe de France 1965 où il est éliminé par le Stade Français sur le score de 2 buts à 1.

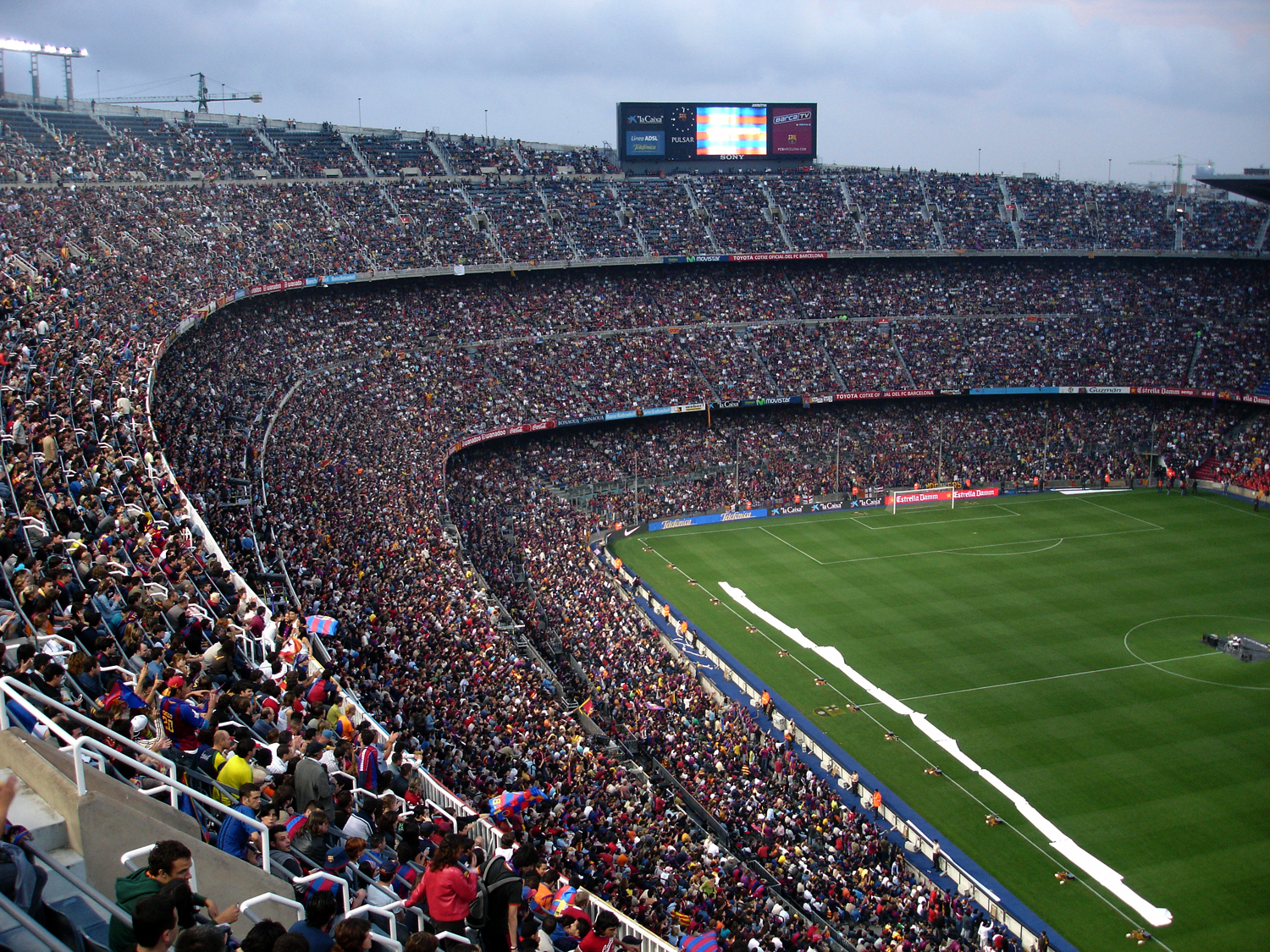
Le Racing obtient en 1965 deux matchs nuls au Camp Nou, ici en 2005, et élimine le FC Barcelone.

Cette saison 1964-1965 marque aussi la première grande épopée européenne du Racing, en Coupe des villes de foires. Opposé en 32e de finale au prestigieux Milan AC, le Racing s'impose 2-0 à la Meinau pour ne succomber que par 1-0 au retour, au stade San Siro. Éliminant ensuite facilement le FC Bâle (victoires 1-0 en Suisse et 5-2 au retour), le Racing se voit désigner comme adversaire un nouveau grand d'Europe : le FC Barcelone. Après un solide match nul à la Meinau (0-0), le Racing parvient à mener au score au Camp Nou avant de se faire rejoindre au score à 15 secondes de la fin du match (2-2). La règle des buts marqués à l'extérieur n'existant pas encore et la prolongation ne donnant rien, un match d'appui est nécessaire. Encore au Camp Nou le Racing obtient le nul (0-0) et se qualifie finalement au tirage au sort. Opposé à Manchester United en quart de finale, le Racing explose au match aller (0-5) pour ensuite mettre en échec l'équipe menée par George Best à Old Trafford (0-0),.
La saison suivante en 1966, le Racing accède pour la quatrième fois à la finale de la Coupe de France après avoir miraculeusement éliminé le Toulouse FC en demi-finale 3-1 après prolongation, le club toulousain ayant mené au score jusqu'à la 89e minute du match. Opposé en finale au tout nouveau champion de France, le FC Nantes, le Racing déjoue les pronostics en emportant son second trophée sur le score de 1-0. Cette saison est également l'occasion de retrouver le Milan AC en Coupe des villes de foires. Battu 1-0 en Italie sur le stade de San Siro, le Racing remporte le match retour 2 buts à 1. Le match d'appui qui a lieu à Milan ne départage pas les deux équipes (1-1). La qualification se décide alors au tirage au sort, qui est cette fois-ci défavorable au RC Strasbourg.

## Heures de gloire et années de crise (1977-1992)

### Les années RPSM (1970-1977)
| \| \| \| \| \| \| \| \| \| \| \| \| |            |            |
| Équipement en 1976-1977             |            |            |
| Équipement                          | Équipement | Équipement |
| Équipement                          |            |            |
| Équipement                          |            |            |

Après quelques saisons sans gloire et pour « regrouper toutes les forces vives du football strasbourgeois », le Racing fusionne en 1970 avec les Pierrots de Strasbourg, double champions de France amateurs, au terme de deux assemblées générales extraordinaires. Le 3 juin de cette année, le RCS devient ainsi le Racing Pierrots Strasbourg-Meinau (RPSM). 
Dès sa première saison, le club est relégué, tandis que certains membres des Pierrots, insatisfaits par la fusion, recréent un club amateur. Malgré une remontée immédiate, le club stagne en deuxième partie de tableau pour rechuter en 1976. Au cours d'une assemblée générale extraordinaire le 15 octobre 1976, le club retrouve son nom de Racing Club de Strasbourg et remporte son premier titre de champion de Division 2.

### Champion de France (1977-1980)
| \| Dropsy Domenech Specht Novi Marx Deutschmann Ehrlacher (Duguépéroux) (Jouve) Piasecki Gemmrich Tanter Wagner \| Équipe-type de la saison 1978-1979 |
| Dropsy Domenech Specht Novi Marx Deutschmann Ehrlacher (Duguépéroux) (Jouve) Piasecki Gemmrich Tanter Wagner                                          |

Nouvellement promu en Division 1, le Racing emmené par son nouvel entraîneur Gilbert Gress finit à une étonnante troisième place du championnat 1977-1978 tandis que l'AS Monaco, autre promu, obtient le titre. La saison suivante voit le Racing prendre la tête du championnat après la cinquième journée, à l'issue d'un match nul au Stade de Reims. Malgré la poussée des grands du championnat de l'époque, le FC Nantes et l'AS Saint-Étienne, le RC Strasbourg se maintient à la première place et ne subit sa première défaite qu'à la 19e journée en déplacement au Paris Saint-Germain. Toujours leader la veille de la dernière journée de championnat, les Strasbourgeois n'ont besoin que d'un match nul sur le terrain de l'Olympique lyonnais pour assurer le titre. Le Racing l'emporte par 3 buts à 0 et devient champion de France pour la première et unique fois de son histoire. Le titre est acquis avec une équipe très régionale : en deuxième mi-temps du match de Lyon, le Racing compte ainsi dans ses rangs pas moins de sept natifs de l'Alsace, en plus de l'entraîneur. Lors de cette saison 1978-1979, le RCS manque le doublé coupe-championnat en se faisant éliminer en demi-finale de la Coupe de France de football 1978-1979 par l'AJ Auxerre, le RCS quittant la compétition sans perdre un match.
Le Racing arrive à tenir son rang lors de la saison suivante, finissant à la cinquième place du championnat sans toutefois peser dans la lutte pour la victoire finale. Le titre de 1979 permet au RC Strasbourg de se qualifier pour la Coupe des clubs champions européens 1979-1980. Après avoir éliminé les Norvégiens de l'IK Start (victoires 2-1 et 4-0), le RCS s'incline 1-0 en match aller du deuxième tour sur le terrain du championnat de Tchécoslovaquie, le Dukla Prague. Au match retour, Strasbourg s'impose 1-0 lors du temps réglementaire et se qualifie en marquant un deuxième but pendant la prolongation. Opposé au prestigieux club de l'Ajax Amsterdam en quart de finale, le Racing obtient le nul à la Meinau (0-0) avant de perdre au retour (4-0) et de quitter la compétition.

### Les années de crise (1980-1992)

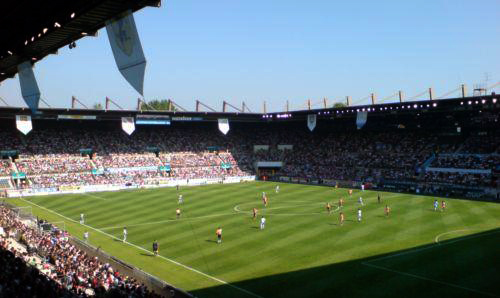
Le stade de la Meinau

Mais le Racing Club de Strasbourg est déchiré par de violentes tensions internes. De profonds désaccords opposent Gilbert Gress au nouveau président André Bord. La décision est prise de limoger l'entraîneur après la réception du champion en titre, le FC Nantes, le 23 septembre 1980. Mais des fuites dans la presse transforment le match en guerre des nerfs. Durant tout le match des slogans hostiles au président sont lancés et la défaite 2-1 provoque des émeutes inédites à la Meinau : le stade est mis à sac, un incendie se déclare dans les tribunes et les CRS chargent les supporters, occasionnant de nombreux blessés notamment au sein des forces de l'ordre. Gilbert Gress, lui, est porté par la foule,,,.
Après une demi-finale de Coupe de France en 1980-1981, les résultats sportifs se dégradent peu à peu. Le RCS recule en milieu de tableau du championnat (10e en 1982 puis 13e et 8e) puis en fin de classement (16e en 1985) avant de descendre en division inférieure en 1986. La saison suivante est jusqu'alors la pire de toute l'histoire professionnelle du club, avec une 9e place en deuxième division.
Après un second titre de champion de France de D2 en 1988, le Racing connaît à nouveau la relégation la saison suivante. Il met cette fois-ci trois années à retrouver l'élite pour ce qui est son plus long séjour en Division 2. Le club termine trois fois de suite à la deuxième place du championnat. Les deux premières participation aux barrages d'accession en D1 sont des échecs, avec notamment une sévère défaite contre l'OGC Nice (victoire 3-1 puis défaite 0-6). Le Racing retrouve la Division 1 en 1992 en battant en barrages le Stade rennais : après un match nul 0-0 à l'aller, le Racing gagne 4-1 à domicile devant près de 40 000 spectateurs grâce notamment à un but de 40 mètres du défenseur Stephen Keshi,,.

## Retour en D1 et victoires en coupes (1992-2006)

### Le renouveau (1992-1997)

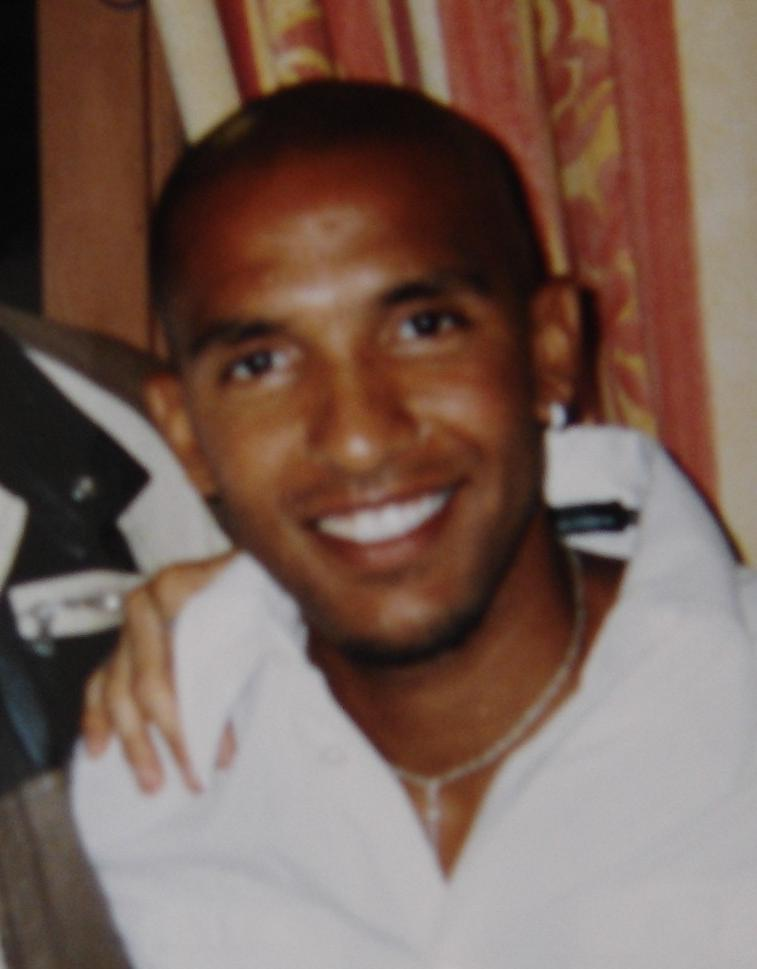
Olivier Dacourt, au club de 1992 à 1998

La remontée en première division en 1992 se fait dans la liesse populaire, et est suivie par une première saison dans l'élite encourageante puisque le Racing termine à la huitième place, classement qu'il n'a plus connu depuis lors. La saison 1993-1994 est moins enthousiasmante et se conclut par une nouvelle rupture entre Gilbert Gress et les dirigeants du Racing. En conflit avec certains joueurs - notamment Frank Lebœuf - et avec le nouveau président, Roland Weller, Gress quitte le club pour la deuxième fois avant son retour en 2009. Gress est remplacé par Daniel Jeandupeux.
À l'été 1994, l'effectif comprenant les futurs internationaux Frank Lebœuf et Marc Keller est renforcé par les arrivées notamment de Franck Sauzée, Xavier Gravelaine, Alexander Vencel et d'Aleksandr Mostovoï surnommé le « tsar ». Les résultats ne sont pas, dans un premier temps, à la mesure de cet ambitieux recrutement et Jeandupeux doit céder sa place à Jacky Duguépéroux. La deuxième partie de saison est alors plus réussie et le club atteint notamment la finale de la Coupe de France 1995 face au Paris Saint-Germain. Le Racing perd cette rencontre sur un but de Paul Le Guen qui donne la victoire au PSG 1-0 après un but refusé à Marc Keller. Cette année-là, le Racing est le seul club de Division 1 qui réussit à battre le champion nantais.
Au début de la saison 1995-1996, le Racing remporte la Coupe Intertoto et se qualifie ainsi pour la Coupe UEFA. L'aventure s'achève en seizième de finale face à l'AC Milan de Paolo Maldini, George Weah et Roberto Baggio après deux défaites 1-0 et 2-1. En championnat l'équipe termine à une neuvième place, assez décevante, qui marque la fin d'un cycle. Keller, Djetou, Mostovoï et Lebœuf quittent en effet le club sur un sentiment d'inachevé, cette équipe n'ayant pas, de l'avis général, donné sa pleine mesure. Lebœuf fait ses adieux à la Meinau après six ans passé sous le maillot strasbourgeois lors d'un match amical avec l'équipe de France contre la Finlande le 29 mai 1996. À partir de 1996, le Racing est, comme beaucoup de clubs français, touché par l'arrêt Bosman. Avec la dérégulation du marché des transferts, il devient en effet difficile pour le club de conserver ses meilleurs talents.
La saison 1996-1997 débute dans le scepticisme mais est en fin de compte l'une des plus réussies de l'histoire du club. Emmené par son buteur David Zitelli, l'équipe se maintient dans le haut du tableau pendant la quasi-totalité de la saison avec quelques moments mémorables comme une victoire à Montpellier grâce à un quadruplé du fantasque Pascal Nouma. Le 12 avril 1997, le Racing remporte son premier titre depuis 1979 en ramenant à Strasbourg la Coupe de la Ligue après une victoire face aux Girondins de Bordeaux. Cette victoire est acquise aux tirs au but grâce à un dernier tir victorieux de Stéphane Collet. Le gardien de but Alexander Vencel se met particulièrement en évidence lors de ce parcours. Après un relâchement en fin de saison l'équipe finit neuvième mais tous les clignotants sont alors au vert avec une qualification en coupe d'Europe, de jeunes joueurs talentueux et un public conquis. Mais, comme souvent au Racing, les lendemains de fête sont difficiles.

### L'ère IMG (1997-2002)
La loi dite « Pasqua » votée en 1994 amorce et accompagne un vaste désengagement des municipalités du sport professionnel et Strasbourg ne fera pas exception à la règle. La municipalité décide ainsi en 1997 de céder ses parts (49 % du capital du club) au groupe IMG - qui avait, peu avant, échoué dans son projet de reprise de l'Olympique de Marseille - plutôt qu'au projet porté par le président de l'époque, Roland Weller. Patrick Proisy, président de la filiale française du groupe dirigé par Mark Mac Cormack et ancien joueur de tennis professionnel, devient le nouveau président du club à l'inter-saison 1997, l'ère Weller s'achevant dans l'émotion de la victoire en Coupe de la Ligue.
L'arrivée d'un groupe américain réputé avec un projet ambitieux suscite beaucoup d'espoir du côté de la capitale alsacienne, d'autant plus que le club peut déjà s'appuyer sur un effectif de qualité mélangeant de jeunes espoirs (Olivier Dacourt, Valérien Ismaël...), des internationaux étrangers (Alexander Vencel, Jan Suchoparek...) et de bons joueurs du championnat de France (David Zitelli, Pascal Nouma, Gérald Baticle...). La saison 1997/1998 est cependant très mitigée, le club échappant de peu à la relégation alors même qu'il réalise un superbe parcours en Coupe UEFA avec des qualifications face aux Glasgow Rangers (victoires 2-1 puis 2-1 à Glasgow avec ouverture du score de Gennaro Gattuso) et Liverpool FC (victoire 3-0 puis défaite 0-2 à Liverpool). En 1/8e de finale, le Racing bat même l'Inter Milan de Ronaldo et Youri Djorkaeff à la Meinau (2-0) mais s'incline 3-0 au match retour. La saison est également mouvementée en coulisses puisque le nouveau manager général nommé par IMG, Bernard Gardon, procède à un vaste renouvellement de l'encadrement du club avec notamment le départ de Jacky Duguépéroux qui cède sa place sur le banc de l'équipe première à René Girard. Celui-ci est remercié à la fin de la saison malgré la réussite de son opération maintien et Gardon lui-même quitte le club un an seulement après son arrivée.

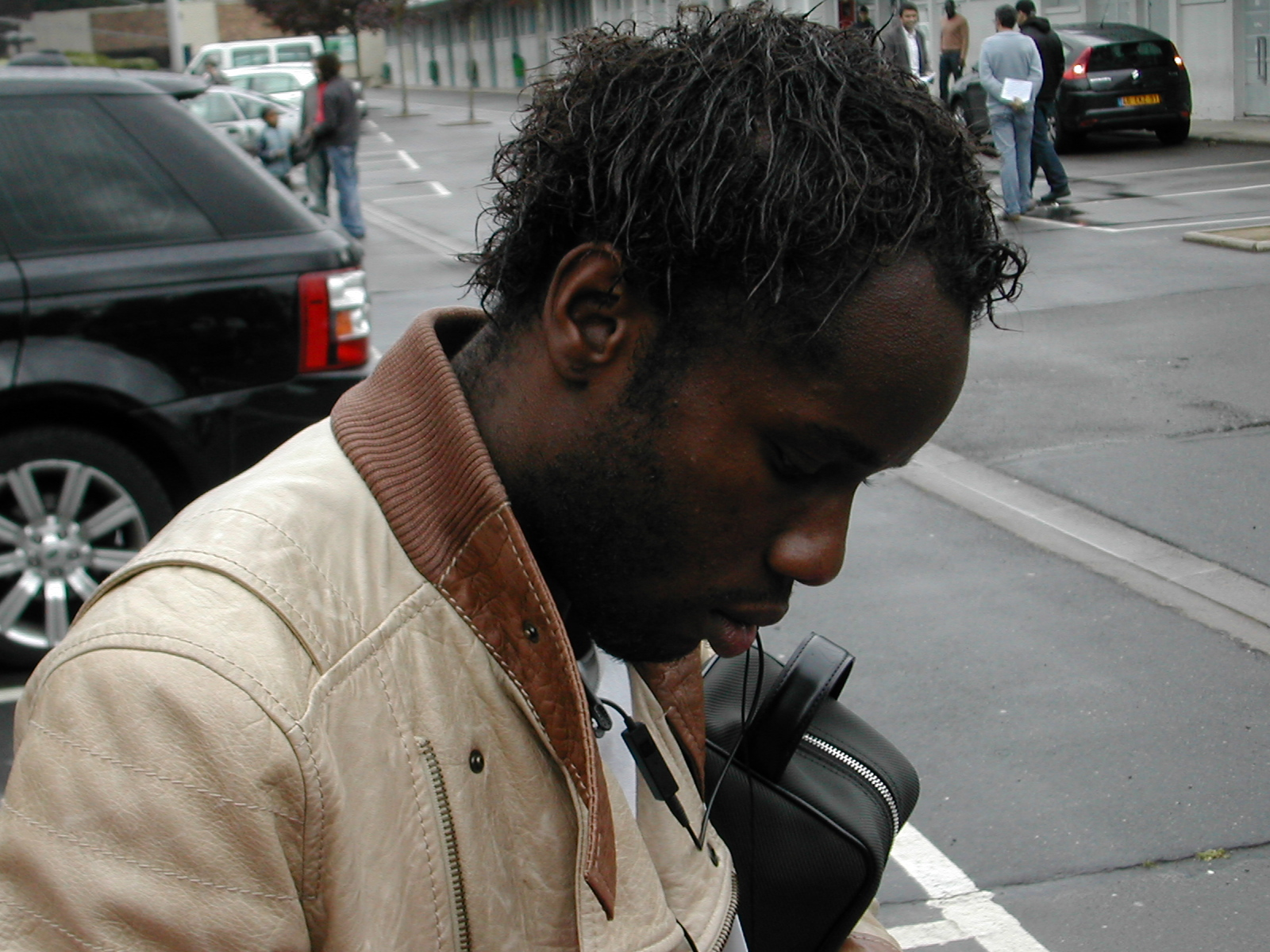
Peguy Luyindula au club de 1998 à 2001

À l'été 1998, Proisy intronise en effet son ami Claude Le Roy au poste de manager général. Pierre Mankowski, qui avait déjà travaillé avec Le Roy au Paris Saint-Germain et au Cameroun, devient entraîneur de l'équipe première. L'année 1998 est marquée par un profond chamboulement de l'effectif puisque presque tous les cadres de l'équipe sont transférés. Pour les remplacer, Proisy promet de grand noms et suggère même que des joueurs comme Jürgen Klinsmann, Roberto Baggio, Dejan Savicevic ou Ľubomír Moravčík et l'entraîneur Guy Roux pourraient arriver au Racing. Dans les faits, le recrutement est plus décevant : malgré quelques réelles réussites (Teddy Bertin, Olivier Echouafni, Peguy Luyindula), la plupart des joueurs engagés ne parviennent pas à s'imposer. La période 1998-2001 est dans l'ensemble marquée par un constant turn-over au niveau de l'effectif et de nombreux échecs. Mario Haas reste le symbole de cette politique de recrutement dispendieuse, désordonnée et inefficace. Recruté pour 2,8 M d'euros, l'attaquant autrichien qui devait enflammer la Meinau n'inscrit que deux petits buts en deux saisons au Racing. Les transferts de cette époque vont faire, en 2010, l'objet d'une enquête pour détournement de fonds dans le cadre de laquelle Proisy et Leroy sont mis en examen par le parquet de Strasbourg. Sur le plan sportif, la situation se dégrada progressivement et le RCS ne parvient jamais à jouer dans la première moitié de tableau. En 1999, Le Roy, contrairement à une promesse faite lors de son arrivée, écarte Mankowski pour cumuler les fonctions d'entraîneur et de manager. Cette volte-face est mal accueillie malgré une 9e place à la fin de la saison. De manière générale, les relations entre la direction du club et les supporters sont très difficiles à l'époque Proisy/Leroy. Outre les déboires sportifs, on reproche aux dirigeants leur manque d'implication (Proisy résidait à Paris) et des choix faits sans concertation (changement de logo, kop déplacé derrière les buts). Pour leur défense, Proisy et Le Roy évoquent eux un contexte local difficile et un public notoirement exigeant. Proisy est également en conflit avec les dirigeants du Racing omnisports - propriétaire du numéro d'accréditation FFF - et doit un temps renoncer à utiliser l'appellation « Racing club de Strasbourg ».
La saison 2000/2001 est catastrophique, le club faisant figure de relégable certain au bout de quelques journées, et est marquée par de nombreuses « affaires » en marge du terrain (graffitis à l'encontre de Leroy, pétard lancé contre la juge de touche Nelly Viennot, match arrêté puis rejoué à huis clos, faux passeport de Diego Garay). Le divorce entre la direction du club et le public est alors total en dépit du recrutement de la star paraguayenne José Luis Chilavert comme joker et du licenciement de Le Roy remplacé par l'ancien capitaine Yvon Pouliquen. La seule satisfaction est le magnifique parcours réalisé en Coupe de France avec la victoire finale face à Amiens. Le Racing termine donc la saison de façon paradoxale : relégué et européen. 
Pour la saison 2001/2002, Proisy choisit de faire confiance à deux anciens du Racing appréciés par la Meinau, Ivan Hasek (entraîneur) et le jeune retraité Marc Keller (manager). Le club termine 2e de Ligue 2, obtenant immédiatement le retour en première division.
Chilavert est licencié en septembre 2002 et demande réparation devant le conseil de prud'hommes. Parallèlement il prétend avoir conclu un acte sous seing privé avec Patrick Proisy à hauteur de 4,2 millions de dollars, dont seuls 200 000 dollars lui auraient été versés. Chilavert saisit le tribunal pour réclamer le solde, tandis que Proisy porte plainte pour faux et usage de faux : le tribunal « renvoie les deux parties dos à dos » faisant état d'un « doute sur la fausseté du document »,. Au terme d'une saison 2002/2003 de transition, on apprend le désengagement d'IMG au profit d'un groupement d'investisseurs régionaux et le départ concomitant de Proisy. C'est la fin de l'ère IMG, période qui reste comme une cicatrice douloureuse dans l'esprit des amoureux du club.

### La reconstruction avec Keller (2002-2006)

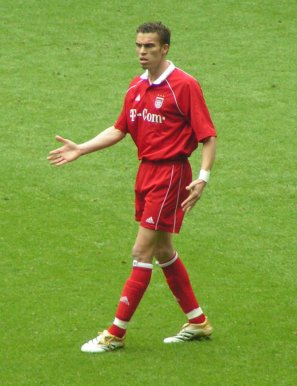
Valérien Ismaël au club en 1992-1998, 2000-2001 et 2002-2003

La saison 2002-2003 est marquée par une forme de continuité qui permet au club d'obtenir une bonne 13e place pour son retour parmi l'élite après avoir évolué l'essentiel de la saison dans le ventre mou. Hasek enchaîne une deuxième saison sur le banc et les cadres sont dans l'ensemble les mêmes que ceux ayant remporté la coupe de France et obtenu la remontée (Bertin, Martins, Ljuboja...) renforcés par quelques joueurs d'expérience (Valérien Ismaël pour son troisième et dernier passage au Racing, Ulrich Le Pen). Comme souvent au Racing, les événements se déroulent en coulisses : Marc Keller réunit en effet autour de lui un pool d'investisseurs pour racheter le club à IMG : Egon Gindorf, Patrick Adler, Pierre Schmidt et Philippe Ginestet. Egon Gindorf prend en 2003 la présidence du club, Marc Keller restant manager et, dans les faits, l'homme fort du club.
Le groupe IMG-Mac Cormack rend le club comme il l'a trouvé sur le plan sportif mais exsangue financièrement avec une dette estimée à 13 millions d'euros. Au cours des années 1990, le Racing pouvait se permettre de figurer parmi les dix plus gros budgets du championnat de France, ce qui ne sera plus jamais le cas. La première tâche de la nouvelle équipe consiste ainsi à apurer les dettes de la gestion précédente tout en mettant sur pied une équipe compétitive pour reconquérir le public strasbourgeois. Concrètement, le Racing doit, pour équilibrer ses comptes, vendre ses meilleurs joueurs à partir de 2003 ce qui limite durablement ses ambitions sportives. L'entraîneur Ivan Hašek quitte lui aussi le club en 2003 après deux saisons complètes au RCS.
Au début de la saison 2003-2004, le club présente un style de jeu offensif avec Antoine Kombouaré comme entraîneur et un duo d'attaque Mamadou Niang - Danijel Ljuboja très performant et une mémorable victoire 4-1 à la Meinau contre l'Olympique de Marseille. Après le départ de Ljuboja au Paris Saint-Germain pendant le mercato hivernal, le Racing joue moins bien et termine treizième au classement. Lors de l'été 2004, le RCS enregistre les départs notamment de Corentin Martins et Pontus Farnerud mais recrute le jeune défenseur tunisien Karim Haggui, l'ivoirien Arthur Boka et l'attaquant de Sochaux Mickaël Pagis. Il obtient en outre le retour, sous forme de prêt, de Pascal Johansen. La saison se déroule selon un schéma inverse de la précédente. Le Racing débute en effet très mal le championnat et Antoine Kombouaré est limogé à la suite d'une nouvelle défaite à domicile en octobre 2004. Sous la direction de Jacky Duguépéroux, qui reprend les rênes de l'équipe première cinq ans après les avoir cédées, et du trio offensif Alexander Farnerud - Mamadou Niang - Mickaël Pagis, le club parvient à remonter en milieu de classement. Un nouveau titre est même remporté cette année-là avec la Coupe de la Ligue 2005, à la suite d'une victoire en finale contre le Stade Malherbe de Caen.
Avec cette qualification européenne, l'optimisme est de nouveau de mise à l'été 2005. Le club enregistre certes le départ de Mamadou Niang - cédé à l'Olympique de Marseille pour 7 M d'euros - mais affiche un recrutement ambitieux avec notamment l'arrivée de l'égyptien Hosni Abd Rabo, le retour de Pontus Farnerud, et le transfert définitif de Johansen. Pour remplacer Niang, le RCS recrute pour 2,5 M d'euros le buteur international tunisien Haikel Gmamdia. L'amalgame ne se fait cependant pas sur le terrain et cette équipe - pourtant une des plus belles sur le papier depuis longtemps - n'obtient sa première victoire en championnat que le 10 décembre à Nancy. Le RCS évolue toute la saison en zone de relégation et finit par descendre en deuxième division malgré un beau parcours en coupe de l'UEFA et l'éclosion de la jeune star Kevin Gameiro.
Le désastre sportif se double d'une instabilité chronique en coulisse. À l'intersaison 2005, Egon Gindorf doit céder sa place de président à Philippe Ginestet, un mouvement auquel Marc Keller s'oppose fermement. Dans un premier temps, Ginestet renonce à prendre la présidence devant l'opposition de Keller et Gindorf reste en place le temps de trouver un nouveau président. À l'automne 2005 tout laisse à penser que celui-ci sera Alain Afflelou mais c'est finalement... Philippe Ginestet qui reprend un club mal en point en décembre 2005. Keller finit par quitter le club à la fin de la saison 2005/2006 pour occuper la tâche de directeur général de l'AS Monaco.

## Chute sportive et remontée (depuis 2006)

### Retour au deuxième niveau (2006-2010)

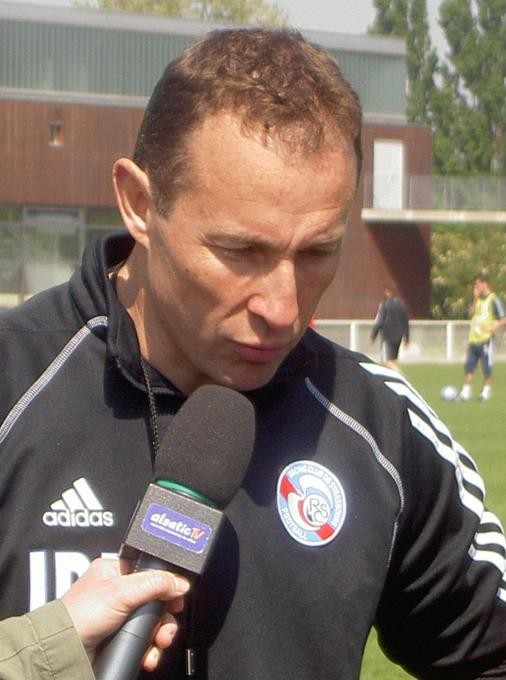
Jean-Pierre Papin, entraîneur en 2006-2007

Contrairement à ce qui s'était passé en 2001, le RCS est obligé de vendre ses meilleurs joueurs à l'été 2006 - Haggui, Kanté, Keita, Boka, Le Pen... - à l'aube d'une nouvelle saison en deuxième division. Jacky Duguépéroux quitte également le club et est remplacé par Jean-Pierre Papin. Le Racing parvient à obtenir une remontée immédiate avec une équipe disparate composée de jeunes issus du centre de formation (Bellaïd, Gameiro, Gasmi, Vergerolle...), de remplaçants de la saison précédente (Mouloungui, Deroff, Lacour, Johansen...) et de joueurs recrutés pour l'occasion (Strasser, Cohade...). Jean-Pierre Papin est cependant débarqué à la suite de divergences avec Philippe Ginestet et des contacts avec le RC Lens. Il est remplacé par Jean-Marc Furlan.
Pour la saison 2007/2008, le Racing doit faire face au challenge du maintien avec un effectif limité ainsi qu'un budget consacré aux transferts réduit. Grâce à une politique de recrutement astucieuse avec les venues entre autres de Grégory Paisley, Rodrigo et James Fanchone, l'équipe réalise un beau début de saison. Au terme de la 12e journée et après quelques belles victoires à l'extérieur le club pointe même à la sixième place du championnat. Mais les victoires se font plus rares par la suite et le Racing finit par s'écrouler complètement pour conclure la saison avec une série de 11 défaites consécutives - record de l'après-guerre - qui condamnent le club à un retour en Ligue 2, un an seulement après l'avoir quittée.
Le début de saison en Ligue 2 contraste totalement avec la fin de saison précédente, puisque le Racing enchaîne 6 victoires et 2 nuls lors des 8 premières journées, permettant aux Ciels & Blancs de se retrouver en tête et invaincu après 8 matches. Le Racing Club de Strasbourg se retrouve à nouveau en difficulté au milieu de cette saison et la montée semble être plus que compromise. Une série de cinq victoires consécutives propulsent le Racing en tête de la Ligue 2 après la 30e journée, à égalité de points avec Metz et Lens, mais avec la meilleure différence de but. Mais à la suite de sa défaite à Montpellier lors de l'ultime journée, le Racing est contraint de vivre une seconde saison consécutive en Ligue 2. En juin 2009, Jean-Marc Furlan est licencié par le président Philippe Ginestet, qui démissionnera à son tour quelques jours plus tard. Dans ce climat de crise, le 18 juin 2009, Léonard Specht, nouveau président, rappelle Gilbert Gress au poste d'entraîneur pour la saison 2009-2010. Mais après seulement deux matchs officiels et deux défaites Gilbert Gress est démis de ses fonctions. Leonard Specht ne tarde pas à annoncer sa démission du poste de président du Racing. Après plusieurs jours de réflexion Philippe Ginestet reprend les rênes du club et confirme Pascal Janin au poste d'entraineur. En coulisses, l'instabilité continue avec plusieurs changements au poste de président ainsi que dans l'actionnariat du club. Au niveau sportif, les performances restent médiocres : le club est relégable quasiment toute la première moitié de saison. Le Racing se reprend alors momentanément et remonte à la 12e place. La fin de saison est catastrophique avec des défaites contre quasiment toutes les équipes de fin de classement. Logiquement, le Racing est relégué pour la première fois de son histoire au troisième niveau national, en championnat National.

### Rétrogradation et perte du statut professionnel (2010-2016)

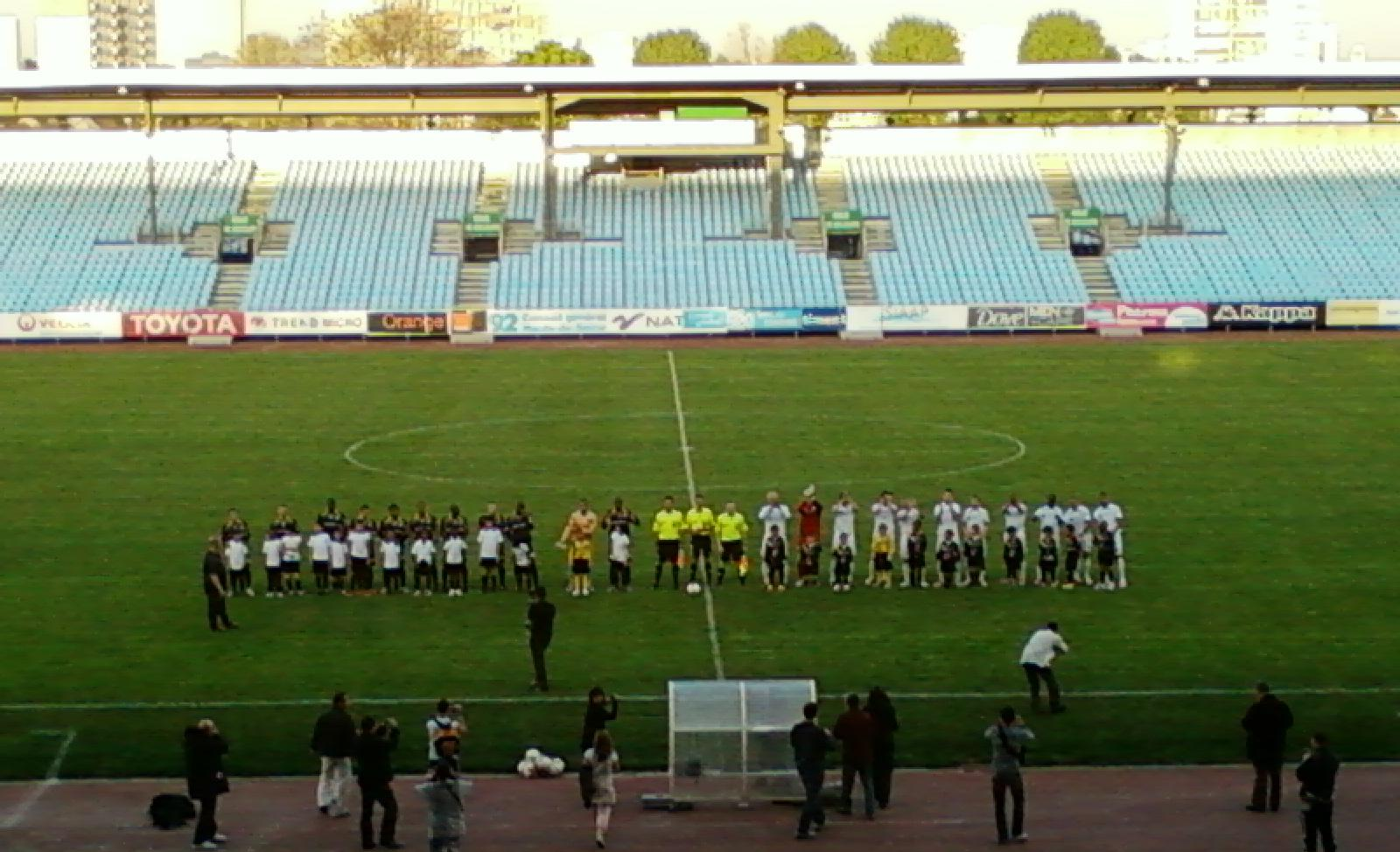
Rencontre de National en 2011 contre l'UJA Alfortville à l'extérieur

Avant même de commencer, la saison 2010-2011 s'annonce compliquée pour le Racing. Le 10 juin 2010, le club passe devant la DNCG. La reprise de l'entraînement, quant à elle, est prévue pour le 28 juin 2010. Cette audition par la DNCG se traduit par une relégation en CFA, relégation annulée en appel. Cette saison commence d'une manière très décevante avec trois matchs nuls d'affilée. Les supporters, qui désertent le club, sont au summum de leur désespoir quand le Racing perd face à Bastia. C'est le 11 septembre 2010, lors du « derby d'Alsace » face aux SR Colmar, que le Racing gagne pour la première fois et relance les espoirs alsaciens. Sa position d'outsider ne lui est pas favorable ; cependant, grâce à une défense solide, à la mi-saison, le club n'enregistre que 2 défaites, à Beauvais et à Bastia. Son mercato est pertinent, et grâce à une bonne série en janvier et en mars, sa nouvelle quatrième place lui rouvre les portes de la promotion en Ligue 2. Le 10 novembre 2010, Jafar Hilali succède à Jean-Claude Plessis à la présidence du club. Plessis est à cette occasion le troisième président en moins d'un an à quitter son poste sur fond de désaccords avec les actionnaires, après Julien Fournier et Luc Dayan.
Cette même année 2011, Strasbourg réalise un bon parcours en Coupe de France, en allant jusqu'en huitièmes de finale et en éliminant l'Evian Thonon Gaillard, tombeur de l'Olympique de Marseille. Cependant, malgré ce renouveau sportif, en raison des problèmes financiers du club et de sa mauvaise gestion, le 18 avril 2011, Jafar Hilali se dit « prêt au dépôt de bilan » et Alain Fontanel confie aux Dernières Nouvelles d'Alsace : « Alors que ses recettes sont comparables à celles d'un club amateur, ses dépenses sont encore celles d'un club de première moitié de Ligue 2. Il y a un risque réel de dépôt de bilan avant même la fin de saison. Dans ce cas le club serait relégué en CFA 2 sous réserve toutefois de trouver un repreneur. Mais qui investirait au 5e échelon national ? Faute de repreneur, le Racing serait déchu de tous ses droits sportifs et pourrait, au mieux, recommencer en DH. Même la marque Racing Club de Strasbourg tomberait dans le domaine public et n'importe qui pourrait s'en emparer ». À l'issue de la saison, le club accuse un déficit de quatre millions d'euros.
Finalement, le Racing ne monte pas en Ligue 2 à la fin de sa première saison en National, finissant à une décevante quatrième place, alors qu'il était sur le podium à la dernière journée avant la fin de la saison. Cet échec entraîne de nombreuses complications. En effet, le jeudi 23 juin 2011, la DNCG rétrograde administrativement le Racing Club de Strasbourg en CFA pour la saison 2011-2012, pour raisons financières: en outre, il manque un million d'euros pour équilibrer le budget de la saison 2010-2011. Cette décision est alors susceptible d'appel et le club est menacé par un dépôt de bilan. Le rachat potentiel du club par Sébastien Graeff permet cependant de garder des espoirs de maintien en National (D3).
Cependant, les rebondissements continuent et le vendredi 8 juillet 2011, la commission d'appel de la DNCG confirme la rétrogradation du RC Strasbourg en CFA, malgré la tentative de reprise par Sébastien Graeff. Le club perd son statut professionnel pour la première fois depuis 1933, à l'exception notable de la période de la Deuxième guerre mondiale. Le 11 juillet 2011, Graeff jette l'éponge et Hilali vend ses parts dans le club pour un euro symbolique à Thomas Fritz, un supporter inconnu. Alors qu'il avait été mandaté par Frédéric Sitterlé qui devait investir dans un projet novateur de Société Coopérative d'Intérêt Collectif (SCIC), ce dernier se positionne finalement contre lui dans la reprise du club lors de la procédure de liquidation-cession. qui aurai lieu quelques semaines plus tard. Lâché par son investisseur, Thomas Fritz ne sera jamais président du Racing de fait, le conseil de surveillance du club ayant refusé de lui donner les rênes et réclamant un administrateur provisoire. Le projet de SCIC sera lui repris par Luc Dayan au SC Bastia avec succès quelques années plus tard. Le 18 juillet 2011, le Racing est disqualifié de la Coupe de la Ligue française de football par la Commission des Compétitions de la LFP; et ceci pour la première fois de son histoire. Le match Boulogne-Strasbourg n'aura donc pas lieu et équipe de Boulogne-sur-Mer est directement qualifiée pour le second tour. Le même jour, le club est placé en redressement judiciaire. Alain Fontanel déclarait alors « Le passage devant le tribunal est une étape obligatoire pour tourner la page Hilali. Bien évidemment, ce qui est arrivé est un déchirement. Les responsabilités sont clairement identifiées ». François Keller, entraineur de la réserve, prend la place de Laurent Fournier puis de Jacques Canosi comme entraineur de l'équipe première le 20 juillet 2011. Le lundi 22 août 2011, la section professionnelle du club (SASP) est placée en liquidation judiciaire avec effet immédiat par la chambre commerciale du tribunal de grande instance de Strasbourg. Un juge commissaire a été nommé pour vendre les actifs restants du club principalement la marque Racing Club de Strasbourg. Le mercredi 24 août 2011, la Fédération française de football (FFF) confirme le Racing en CFA 2.
Lors de la saison 2011-2012, les problèmes en coulisses sont à nouveau récurrents, et Sitterlé annonce même son départ possible à l'issue de la saison. Malgré cela, les supporters continuent d'être présents au stade de la Meinau, battant à maintes reprises le record d'affluence établi par le FC Rouen. À deux reprises, ce sont près de 10 000 spectateurs qui se déplacent pour voir jouer le RCS contre l'AS Illzach Modenheim, et contre le SC Schiltigheim. On considère que le record aurait encore été élevé lors de la réception de Vesoul, où des problèmes de billetterie ont été à signaler.
La montée est officialisée le 12 mai après une victoire à domicile 2 à 0 face à Chaumont devant plus de 6 700 spectateurs. Se trouvant dans une position financière délicate, le club est racheté par un groupe d'investisseurs mené par Marc Keller (dont font partie Sébastien Loeb, Thierry Herrmann, Egon Gindorf et Ivan Hasek), pour un euro symbolique.
Au début de la saison 2012-2013, le club change de nom et devient le Racing Club de Strasbourg Alsace. Le club gagne 2-3 le dernier match de la saison contre l'Union sportive raonnaise, leader du championnat depuis la 20e journée. À égalité de points, mais suivant la règle du goal-average particulier, le Racing remporte donc le titre en ayant été premier uniquement pendant les 48 dernières minutes de la saison. Ainsi le RCSA effectue sa deuxième montée consécutive et accède au National, où il ne parvient pas à se maintenir sportivement, mais sera finalement repêché in extremis. La saison suivante, l'équipe, dont Jacky Duguépéroux a repris la tête en mars 2014, manque l'accession en Ligue 2 à un point, malgré sa victoire lors du dernier match contre l'US Colomiers.

### Retour dans le monde professionnel (depuis 2016)
A l'issue de la saison 2015/16, le club fait son retour en ligue 2.
Thierry Laurey est nommé entraineur.
A l'issue de la saison 2016/17, le club fait son retour en ligue 1 pour la saison 2017/18 et se maintiendra en ligue 1 pour la saison 2018/19 et remportera la Coupe de la Ligue en 2019.